# Francisco Raimundo de Morais Sarmento
 Francisco Raimundo de Morais Sarmento  (Lisboa, 27 de Julho de 1799 — 1 de Maio de 1852) foi um militar português, coronel de infantaria, e Cavaleiro da Ordem Militar de São Bento de Aviz.

## Biografia
Em 12 de outubro de 1816 assentou praça como cadete em infantaria, sendo em 26 de Maio de 1821 promovido a alferes do segundo batalhão da Legião Lusitana, que foi à Bahia, Brasil, onde tomou parte nas acções militares que lá tiveram lugar.
A 9 de Julho de 1827 foi promovido a Tenente, e em 1828, devido às suas convicções liberais, teve de emigrar pela Galiza para a Inglaterra, voltando  em 1829 à ilha Terceira, a tempo de assistir à batalha de 11 de agosto.
Fez a campanha dos Açores, seguiu com o exército libertador, desembarcando no Mindelo; assistiu à defeza da cidade do Porto durante o cerco, e tomou parte activa em todas as campanhas da liberdade.
Tendo sido promovido a capitão, em 17 de maio de 1833, e colocado no batalhão n ° l do Minho, foi em seguida nomeado comandante do batalhão nacional fixo de Coimbra. 
Em 5 de Fevereiro de 1845 foi promovido a Major, e a 31 de Dezembro de 1851 a Tenente-coronel, reformando-se em Coronel.

## Relações familiares
Casou na ilha Terceira com D. Maria Júlia de Morais Sarmento. 
Foi filho de José Pedro de Morais Sarmento, administrador da mesa das novas licenças da Câmara Municipal de Lisboa, e de D. Brígida de Noronha Abreu e Lima. 